# Yukonikhotana
Yukonikhotana, jedna od tri glavne skupine Koyukon Indijanaca, porodica Athapaskan, nastanjenih u bazenu Yukona između ušća Tanane i Koyukuka u unutrašnjosti Aljaske. Yukonikhotana su imali ukupno sedam sela od kojih su se dva Nowi i Tohnokalong očuvali do danas.
O njima nije mnogo poznato, jedino podaci od ranih istraživača. Bili su manje nomadi nego njihovi istočni susjedi. Svako proljeće trgovali su u selu Tuklukyet s kutchinskim plemenima s gornjeg Yukona i Tanane, za krzna losova, karibua i lisica koje su hvatali dok nisu primili europsko odjelo. Psečih zaprega zakođer nisu imali, nego su teret nosili na ramenima. Ženidba s pripadnicima drugih plemena također je bila rijetka. mrtve su sahranjivali na povišenim mjestima u jednostavnim sarkofazima oblika bureta. Mnoge svoje stare svoje običaje zamijenili su eskimskim.

## Sela
- Chentansitzan, na sjevernoj obali Yukona.
- Medvednaia, južna obala rijeke.
- Melozikakat, na istoimenoj rijeci.
- Noggai, rijeka Yukon.
- Nowi, južna obala Yukon Rivera, na ušću rijeke Nowikakat.
- Tohnokalony, sjeverna obala rijeke Yukon.
- Tuklukyet, sjeverna obala rijeke Yukon River 15 milja od ušća rijeke Tozi.